# American Bowl
El American Bowl fue una serie de partidos de exhibición de la National Football League, que eran celebrados en ciudades fuera de Estados Unidos.
La NFL comenzó el American Bowl en 1986 principalmente para promover el fútbol americano en otros países. Después de que varios partidos muy exitosos se llevaron a cabo en el Wembley Stadium en Londres, la serie se expandió a Japón. Desde 1990 también se jugaron partidos en Montreal y Berlín para promocionar la nueva liga (en ese entonces), la WLAF (más tarde sería la NFL Europa) la cual comenzó en 1991. 
La mayor cantidad de aficionados en la historia de la NFL se dio en un American Bowl. El 15 de agosto de 1994 en México, D. F., 112,376 personas asistieron a este juego entre los Dallas Cowboys y los Houston Oilers.
Por lo menos un American Bowl fue jugado de manera anual de 1986 a 2003. Se llegaron a jugar cuatro partidos en un año en más de dos ocasiones. No celebró en 2004, y en 2005 se celebró el último juego de exhibición en el Tokyo Dome de Japón.
Por otra parte, la NFL disputó el primer partido oficial de temporada regular fuera de Estados Unidos l 2 de octubre de 2005 en el Estadio Azteca de Ciudad de México ante un récord de asistencia para un partido de temporada regular de la NFL de 103.467 aficionados. Los Arizona Cardinals vencieron a los San Francisco 49ers por marcador de 31-14. Los New York Giants y los Miami Dolphins jugaron un partido de temporada en el Wembley Stadium en Londres el 28 de octubre de 2007 (con los Giants ganando por 13-10), siendo el primer partido de temporada regular de la NFL jugado fuera de América del Norte; comenzando de esta manera la Serie Internacional de la NFL.
Estos juegos no son considerados como American Bowls, ya que se jugaron durante la temporada regular, no en pretemporada; estos juegos han sido llamados International Series. Aparte de estos juegos, los Buffalo Bills comenzaron a jugar tanto juegos de pretemporada como de temporada regular en Toronto, Ontario; los Miami Dolphins vencieron a los Bills por 16-3 en el primer partido el 7 de diciembre de 2008.

## Historia del American Bowl
| Fecha                | Equipo Ganador       | Marcador    | Equipo Perdedor      | Marcador    | Estadio               | Ciudad            |
| -------------------- | -------------------- | ----------- | -------------------- | ----------- | --------------------- | ----------------- |
| 2 de agosto de 1986  | Chicago Bears        | 17          | Dallas Cowboys       | 6           | Wembley Stadium       | Londres           |
| 9 de agosto de 1987  | Los Angeles Rams     | 28          | Denver Broncos       | 27          | Wembley Stadium       | Londres           |
| 31 de julio de 1988  | Miami Dolphins       | 27          | San Francisco 49ers  | 21          | Wembley Stadium       | Londres           |
| 5 de agosto de 1989  | Los Angeles Rams     | 16          | San Francisco 49ers  | 13          | Tokyo Dome            | Tokio             |
| 6 de agosto de 1989  | Philadelphia Eagles  | 17          | Cleveland Browns     | 13          | Wembley Stadium       | Londres           |
| 4 de agosto de 1990  | Denver Broncos       | 10          | Seattle Seahawks     | 7           | Tokyo Dome            | Tokio             |
| 5 de agosto de 1990  | New Orleans Saints   | 17          | Los Angeles Raiders  | 10          | Wembley Stadium       | Londres           |
| 9 de agosto de 1990  | Pittsburgh Steelers  | 30          | New England Patriots | 14          | Stade Olympique       | Montreal          |
| 11 de agosto de 1990 | Los Angeles Rams     | 19          | Kansas City Chiefs   | 3           | Olympiastadion        | Berlín Occidental |
| 28 de julio de 1991  | Buffalo Bills        | 17          | Philadelphia Eagles  | 13          | Wembley Stadium       | Londres           |
| 3 de agosto de 1991  | San Francisco 49ers  | 21          | Chicago Bears        | 7           | Olympiastadion        | Berlín            |
| 3 de agosto de 1991  | Miami Dolphins       | 19          | Los Angeles Raiders  | 17          | Tokyo Dome            | Tokio             |
| 1 de agosto de 1992  | Houston Oilers       | 34          | Dallas Cowboys       | 23          | Tokyo Dome            | Tokio             |
| 15 de agosto de 1992 | Miami Dolphins       | 31          | Denver Broncos       | 27          | Olympiastadion        | Berlín            |
| 16 de agosto de 1992 | San Francisco 49ers  | 17          | Washington Redskins  | 15          | Wembley Stadium       | Londres           |
| 31 de julio de 1993  | New Orleans Saints   | 28          | Philadelphia Eagles  | 16          | Tokyo Dome            | Tokio             |
| 1 de agosto de 1993  | San Francisco 49ers  | 21          | Pittsburgh Steelers  | 14          | Estadi Olímpic        | Barcelona         |
| 7 de agosto de 1993  | Minnesota Vikings    | 20          | Buffalo Bills        | 6           | Olympiastadion        | Berlín            |
| 8 de agosto de 1993  | Dallas Cowboys       | 13          | Detroit Lions        | 13          | Wembley Stadium       | Londres           |
| 31 de julio de 1994  | Los Angeles Raiders  | 25          | Denver Broncos       | 22          | Estadi Olímpic        | Barcelona         |
| 6 de agosto de 1994  | Minnesota Vikings    | 17          | Kansas City Chiefs   | 9           | Tokyo Dome            | Tokio             |
| 13 de agosto de 1994 | New York Giants      | 28          | San Diego Chargers   | 20          | Olympiastadion        | Berlín            |
| 15 de agosto de 1994 | Houston Oilers       | 6           | Dallas Cowboys       | 0           | Estadio Azteca        | México, D. F.     |
| 5 de agosto de 1995  | Denver Broncos       | 24          | San Francisco 49ers  | 10          | Tokyo Dome            | Tokio             |
| 12 de agosto de 1995 | Buffalo Bills        | 9           | Dallas Cowboys       | 7           | SkyDome               | Toronto           |
| 27 de julio de 1996  | San Diego Chargers   | 20          | Pittsburgh Steelers  | 10          | Tokyo Dome            | Tokio             |
| 5 de agosto de 1996  | Kansas City Chiefs   | 32          | Dallas Cowboys       | 6           | Estadio Universitario | Monterrey         |
| 27 de julio de 1997  | Pittsburgh Steelers  | 30          | Chicago Bears        | 17          | Croke Park            | Dublín            |
| 4 de agosto de 1997  | Miami Dolphins       | 38          | Denver Broncos       | 19          | Estadio Azteca        | México, D. F.     |
| 16 de agosto de 1997 | Green Bay Packers    | 35          | Buffalo Bills        | 3           | SkyDome               | Toronto           |
| 1 de agosto de 1998  | Green Bay Packers    | 27          | Kansas City Chiefs   | 24          | Tokyo Dome            | Tokio             |
| 15 de agosto de 1998 | San Francisco 49ers  | 24          | Seattle Seahawks     | 21          | BC Place Stadium      | Vancouver         |
| 17 de agosto de 1998 | New England Patriots | 21          | Dallas Cowboys       | 3           | Estadio Azteca        | México, D. F.     |
| 7 de agosto de 1999  | Denver Broncos       | 20          | San Diego Chargers   | 17          | Stadium Australia     | Sídney            |
| 5 de agosto de 2000  | Atlanta Falcons      | 20          | Dallas Cowboys       | 9           | Tokyo Dome            | Tokio             |
| 19 de agosto de 2000 | Indianapolis Colts   | 24          | Pittsburgh Steelers  | 23          | Estadio Azteca        | México, D. F.     |
| 27 de agosto de 2001 | Dallas Cowboys       | 21          | Oakland Raiders      | 6           | Estadio Azteca        | México, D. F.     |
| 3 de agosto de 2002  | Washington Redskins  | 38          | San Francisco 49ers  | 7           | Osaka Dome            | Osaka             |
| 2 de agosto de 2003  | Tampa Bay Buccaneers | 30          | New York Jets        | 14          | Tokyo Dome            | Tokio             |
| 2004                 | No se jugó.          | No se jugó. | No se jugó.          | No se jugó. | No se jugó.           | No se jugó.       |
| 6 de agosto de 2005  | Atlanta Falcons      | 27          | Indianapolis Colts   | 21          | Tokyo Dome            | Tokio             |